# Hexinia
Hexinia là một chi thực vật có hoa trong họ Cúc (Asteraceae).

## Loài
Chi Hexinia gồm các loài: